# Gramps
GRAMPS, en förkortning av Genealogical Research and Analysis Management Programming System, "Administrativt programmeringssystem för genealogisk forskning och analys", är ett fritt genealogiprogram. Det är en del av GNOME-projektet. Ursprungligen var programmet bara tillgängligt för Unix-liknande operativsystem, men sedan version 2.2.0 är det också tillgängligt för Windows. Numera finns det även för Apple Mac OS X.
I korthet fungerar GRAMPS genom att tillhandahålla en databas med motsvarande "registerkort" för varje person där uppgifter om personen kan registreras (även fritext). Dessa registerkort kan sedan fogas samman genom "händelser" till exempel giftermål eller födelse. På detta vis relateras föräldrar och barn till varandra i flera led. Det är sedan möjligt att generera rapporter av olika slag från materialet, till exempel antavlor, stamtavlor eller hela böcker om en ana.
Kuriosa: Gramps är amerikansk slang för far-/morfar (grandpa) och/eller far- och morföräldrar (grandparents).
GRAMPS finns översatt till svenska.